# 첼랴빈스크현
첼랴빈스크현(러시아어: Челябинская губерния)은 1919년부터 1923년까지 존재했던 러시아 소비에트 연방 사회주의 공화국의 현으로 현도는 첼랴빈스크이다. 1919년 8월 27일 오렌부르크 현, 토볼스크 현, 투르가이 주의 일부를 통합하여 신설되었으며 1923년 11월 3일 우랄 주로 개편되면서 폐지되었다.